# Valérie Maltais
Valérie Maltais, född 4 juli 1990, är en kanadensisk skridskoåkare som tävlar i både short track och hastighetsåkning på skridskor. Hon har tävlat för Kanada i fyra olympiska spel (Vancouver 2010, Sotji 2014, Pyeongchang 2018 och Peking 2022).
I januari 2022 blev Maltais för första gången uttagen i Kanadas OS-lag i hastighetsåkning på skridskor, efter att tidigare tävlat i short track. Maltais tog därefter guld tillsammans med Ivanie Blondin och Isabelle Weidemann i lagtempo. Hon blev då den tredje personen att ta en OS-medalj i både short track och hastighetsåkning på skridskor efter Eric Flaim och Jorien ter Mors.